# Ed Epstein
Edward Patrick „Ed“ Epstein (* 17. September 1946 in El Paso) ist ein amerikanischer Jazzmusiker (Saxophone, Komposition).

## Wirken
Epstein, der in Texas und im pazifischen Nordwesten aufwuchs, begann in Eugene, San Francisco/Berkeley/Oakland und Seattle Jazz zu spielen. Er studierte einige Jahre lang Theorie und Komposition an der Universität von Oregon.
Epstein arbeitete zunächst mit Musikern wie Pete Brown, Pat Wallace, Joe Brazil oder Jabbo Ward und gehörte zum Septett Luna, mit dem das Album Space Swell (1967) entstand. Anfang der siebziger Jahre migrierte er nach Schweden und ließ sich zunächst in Stockholm nieder, wo er mit Erling Kroner und Bertil Löfgren zu Lars Beijboms Small Potatoes gehörte. Weiterhin arbeitete er mit Sabu Martinez, Jan Lundgren, Khan Jamal, Steve Lacy, Pierre Dørge und Charles Tyler.
Dann zog Epstein nach Lund, wo er noch heute mit seiner Familie lebt. Als Baritonsaxophonist spielte er regelmäßig in der Beijbom Kroner Big Band und war Co-Leiter der Epstein-Kroner Bari-Bone Connection. Auch spielte er gelegentlich in der Monday Night Big Band von Niels Jørgen Steen. Zudem leitete Epstein eigene Bands. Sein Sohn Peter Epstein, der gleichfalls Saxophonist ist, ist an mehreren seiner Alben (zunächst Art of Survival) beteiligt. Er ist auch auf Aufnahmen von Bertil Strandbergs Kvintett, Björn Alkes Kvartett, Erling Kroner New Music Orchestra, Hot Salsa und Ibis zu hören.

## Diskographische Hinweise
- Johnny Dyani: Mbizo (SteepleChase, 1982, mit Dudu Pukwana, Churchill Jolobe)
- Art of Survival (Olufsen Records, 1991)
- Epstein Alliance (Berno Records, 2003, mit Peter Epstein, Johnny Åman, Oscar Grönberg, Per-Arne Tollbom)
- R/E/D/S: Sign of Four (Origin Records, 2011, mit Bjarne Roupé, Dennis Drud, Göran Schelin)
- Lasse Lundström & Ed Epstein: Deep Conversations (Berno Records 2013)
- Ed Epstein's NewSwingNation Feat. Anders Bergcrantz: Bittersweet (Berno Records 2013, mit Johnny Åman, Per-Arne Tollbom, Robert Tjäderkvist)